# Mette Knudsen
 For alternative betydninger, se Mette Knudsen (flertydig). (Se også artikler, som begynder med Mette Knudsen)
Mette Louise Knudsen (født 2. oktober 1943) er en dansk filminstruktør og manuskriptforfatter. Hun er cand.mag. i fransk og filmvidenskab, og tidligere bestyrelsesmedlem på Statens Filmcentral og filmkonsulent på Danmarks Radio (1975-1978).

## Filmografi
- 1971 - Fremmed (Manuskript, instruktør)
- 1971 - Nulpunkt (Medvirkende)
- 1971 – Kære Irene (Manuskript, skuespillerinde (Irene))
- 1972 - Kvinden og Fællesmarkedet (Manuskript, instruktør)
- 1975 – Ta' det som en mand, frue (Manuskript, instruktør)
- 1978 - "Er det løgn, hva' jeg si'r?" (Manuskript, instruktør)
- 1979 - Plantagens lange skygger - en film om Sylvia Woods (Manuskript, instruktør, produktion)
- 1981 - Jeg blir' så bange (Manuskript)
- 1983 - Bank under bordet (Manuskript, instruktør)
- 1984 – Tjenestepiger (Manuskript, instruktør)
- 1985 - Rødstrømper - en kavalkade af kvindefilm (Manuskript, instruktør)
- 1990 - Frihed lighed stemmeret (Manuskript, instruktør)
- 1990 - Perfect World (Konsulent)
- 1997 – Skat - det er din tur (Manuskript, instruktør)
- 2001 – Grevindens døtre (Manuskript, instruktør)
- 2002 – Afrika i Aalborg (Manuskript, instruktør)
- 2004 - Vor Frue Kirke (Produktionsleder)
- 2005 - Arkitekten der blev væk - eller hvem var Eigtved? (Produktion)
- 2006 – Den hemmelige smerte (Instruktør)
- 2016 - Vejen er lang - om Kvindebevægelsens historie (Manuskript, instruktør, producer, B-fotograf)